# Rudgea burchelliana
Rudgea burchelliana är en måreväxtart som beskrevs av Johannes Müller Argoviensis. Rudgea burchelliana ingår i släktet Rudgea och familjen måreväxter. Inga underarter finns listade i Catalogue of Life.